# Філіпп Сендерос
Філі́пп Се́ндерос (нім. Philippe Senderos, нар. 14 лютого 1985, Женева) — швейцарський футболіст, захисник «Грассгоппера» та національної збірної Швейцарії.

## Клубна кар'єра
Вихованець футбольної школи клубу «Серветт». Дорослу футбольну кар'єру розпочав 2001 року в основній команді того ж клубу, в якій провів півтора сезони, взявши участь у 26 матчах чемпіонату.

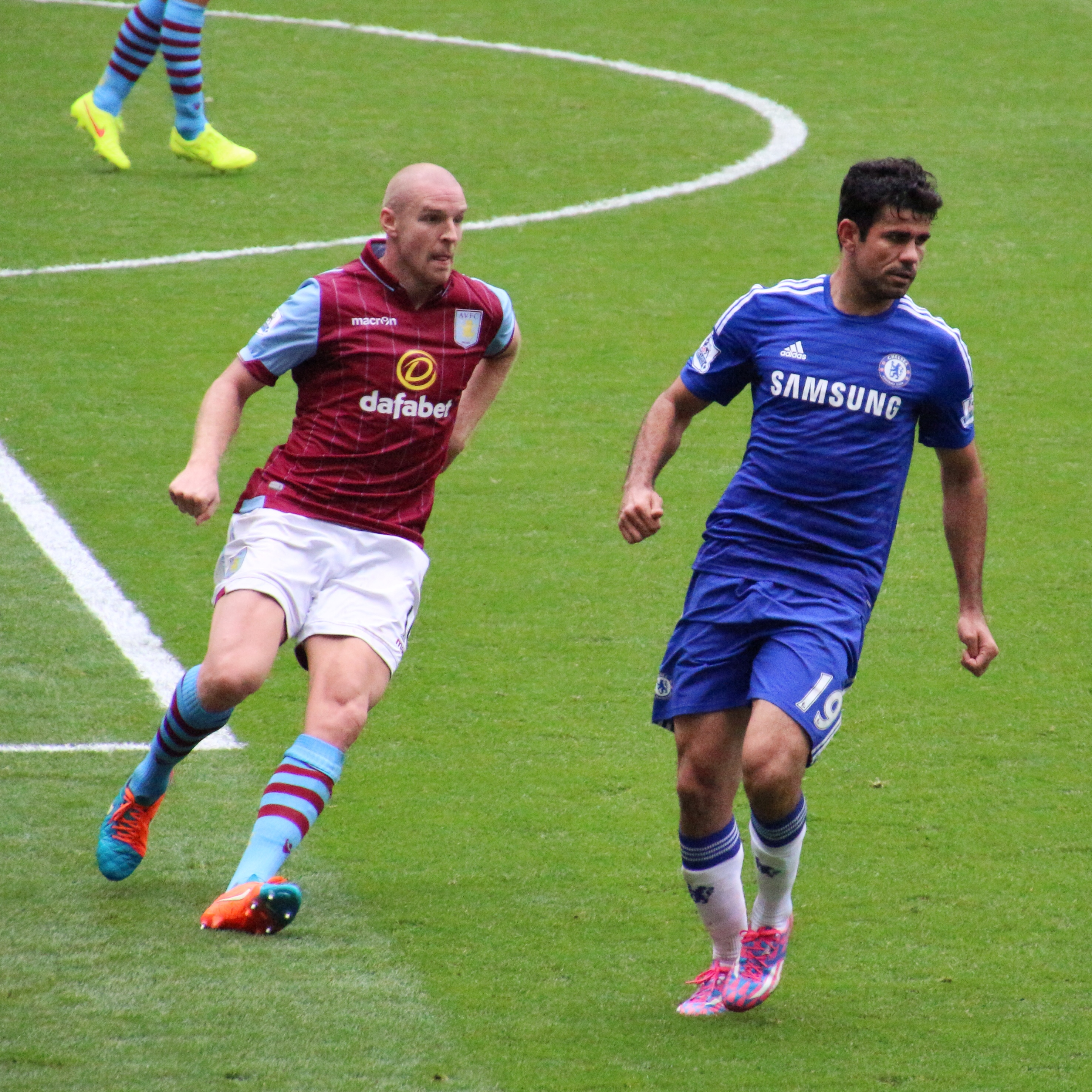
Філіпп Сендерос (ліворуч) проти Дієго Кости під час виступів за «Астон Віллу». 27 вересня 2014 року.

Своєю грою привернув увагу представників тренерського штабу лондонського «Арсенала», до складу якого приєднався в грудні 2002 року. Відіграв за «канонірів» наступні п'ять сезонів своєї ігрової кар'єри. Швидко завоювавши місце в стартовому складі, він не зміг його надовго втримати і з 2007 року все рідше став потрапляти до основи. Тому влітку 2008 року Філіпа було віддано в оренду до «Мілана», де він через травму так і не зміг повноцінно заграти. Після завершення сезону, Сендерос повернувся до складу «канонірів», проте нова спроба повернути собі місце в основі знову зазнала невдачу — за півроку Філіпп зіграв лише у двох офіційних матчах. Тому швейцарець був змушений в січні 2010 року перейти на правах оренди у «Евертон» до кінця сезону. Проте й там захисник не зміг отримати ігрової практики, зігравши до кінця сезон лише у трьох матчах.
До складу «Фулгема» приєднався 8 червня 2010 року на правах вільного агента, уклавши трирічний контракт з клубом. Згодом термін договору було подовжено ще на один рік.
За півроку до завершення контракту з «Фулгемом», 31 січня 2014 року перейшов до іспанської «Валенсії», але в команді не закріпився, зігравши до кінця року лише у 8 матчах Ла Ліги.
5 червня 2014 року став футболістом бірмінгемської «Астон Вілли», уклавши контракт на 2 роки. Проте через травми виходив на поле вкрай нерегулярно, зігравши за перший сезон лише у 9 матчах в усіх турнірах. 3 вересня 2015 року було оголошено, що Філіпп не потрапив у заявку з 25 чоловік на майбутній сезон, а це означає, що він не мав права грати за клуб в офіційних матчах до січня 2016 року. 27 січня 2016 року Сендерос покинув «Астон Віллу», розірвавши свій контракт за взаємною згодою.
29 січня, всього через кілька днів після звільнення з «Астон Вілли», Сендерос повернувся на батьківщину і підписав 6-місячний контракт з «Грассгоппером». Відтоді встиг відіграти за команду з Цюриха 3 матчі в національному чемпіонаті.

## Виступи за збірні
2000 року дебютував у складі юнацької збірної Швейцарії, разом з якою 2002 року виграв юнацький чемпіонат Європи (до 17 років). Всього взяв участь у 29 іграх на юнацькому рівні, відзначившись 4 забитими голами.
Протягом 2002—2005 років залучався до складу молодіжної збірної Швейцарії. На молодіжному рівні зіграв у 20 офіційних матчах, забив 2 голи.
2005 року дебютував в офіційних матчах у складі національної збірної Швейцарії. 
У складі збірної був учасником чемпіонату світу 2006 року в Німеччині, чемпіонату Європи 2008 року в Австрії та Швейцарії, чемпіонату світу 2010 року у ПАР.
2014 року був включений до заявки збірної на тогорічний чемпіонат світу у Бразилії.
Наразі провів у формі головної команди країни 55 матчів, забивши 5 голів.
| Дата       | Місто          | Господарі      | Результат | Гості          | Турнір             | Голи | Примітки |
| ---------- | -------------- | -------------- | --------- | -------------- | ------------------ | ---- | -------- |
| 26/03/2005 | Сен-Дені       | Франція        | 0 – 0     | Швейцарія      | Відбір до ЧС 2006  | -    |          |
| 30/03/2005 | Цюрих          | Швейцарія      | 1 – 0     | Кіпр           | Відбір до ЧС 2006  | -    |          |
| 17/08/2005 | Осло           | Норвегія       | 0 – 2     | Швейцарія      | товариський матч   | -    |          |
| 03/09/2005 | Базель         | Швейцарія      | 1 – 0     | Ізраїль        | Відбір до ЧС 2006  | -    |          |
| 07/09/2005 | Нікосія        | Кіпр           | 1 – 3     | Швейцарія      | Відбір до ЧС 2006  | 1    |          |
| 08/10/2005 | Берн           | Швейцарія      | 1 – 1     | Франція        | Відбір до ЧС 2006  | -    |          |
| 12/10/2005 | Дублін         | Ірландія       | 0 – 0     | Швейцарія      | Відбір до ЧС 2006  | -    |          |
| 12/11/2005 | Берн           | Швейцарія      | 2 – 0     | Туреччина      | Відбір до ЧС 2006  | 1    |          |
| 16/11/2005 | Стамбул        | Туреччина      | 4 – 2     | Швейцарія      | Відбір до ЧС 2006  | -    |          |
| 01/03/2006 | Глазго         | Шотландія      | 1 – 3     | Швейцарія      | товариський матч   | -    |          |
| 27/05/2006 | Базель         | Швейцарія      | 1 – 1     | Кот-д'Івуар    | товариський матч   | -    |          |
| 31/05/2006 | Женева         | Швейцарія      | 1 – 1     | Італія         | товариський матч   | -    |          |
| 13/06/2006 | Штутгарт       | Франція        | 0 – 0     | Швейцарія      | ЧС 2006 - 1-й етап | -    |          |
| 19/06/2006 | Дортмунд       | Того           | 0 – 2     | Швейцарія      | ЧС 2006 - 1-й етап | -    |          |
| 23/06/2006 | Ганновер       | Швейцарія      | 2 – 0     | Південна Корея | ЧС 2006 - 1-й етап | 1    |          |
| 15/11/2006 | Базель         | Швейцарія      | 1 – 2     | Бразилія       | товариський матч   | -    |          |
| 07/02/2007 | Дюссельдорф    | Німеччина      | 3 – 1     | Швейцарія      | товариський матч   | -    |          |
| 22/03/2007 | Форт-Лодердейл | Ямайка         | 0 – 2     | Швейцарія      | товариський матч   | -    |          |
| 25/03/2007 | Маямі          | Колумбія       | 3 – 1     | Швейцарія      | товариський матч   | -    |          |
| 02/06/2007 | Базель         | Швейцарія      | 1 – 1     | Аргентина      | товариський матч   | -    |          |
| 22/08/2007 | Женева         | Швейцарія      | 2 – 1     | Нідерланди     | товариський матч   | -    |          |
| 07/09/2007 | Відень         | Швейцарія      | 2 – 1     | Чилі           | товариський матч   | -    |          |
| 11/09/2007 | Клагенфурт     | Швейцарія      | 3 – 4     | Японія         | товариський матч   | -    |          |
| 13/10/2007 | Цюрих          | Швейцарія      | 3 – 1     | Австрія        | товариський матч   | -    |          |
| 06/02/2008 | Лондон         | Англія         | 2 – 1     | Швейцарія      | товариський матч   | -    |          |
| 26/03/2008 | Базель         | Швейцарія      | 0 – 4     | Німеччина      | товариський матч   | -    |          |
| 24/05/2008 | Луґано         | Швейцарія      | 2 – 0     | Словаччина     | товариський матч   | -    |          |
| 30/05/2008 | Санкт-Галлен   | Швейцарія      | 3 – 0     | Ліхтенштейн    | товариський матч   | -    |          |
| 07/06/2008 | Базель         | Швейцарія      | 0 – 1     | Чехія          | ЧЄ 2008 - 1-й етап | -    |          |
| 11/06/2008 | Базель         | Швейцарія      | 1 – 2     | Туреччина      | ЧЄ 2008 - 1-й етап | -    |          |
| 15/06/2008 | Базель         | Швейцарія      | 2 – 0     | Португалія     | ЧЄ 2008 - 1-й етап | -    |          |
| 11/02/2009 | Женева         | Швейцарія      | 1 – 1     | Болгарія       | товариський матч   | -    |          |
| 28/03/2009 | Кишинів        | Молдова        | 0 – 2     | Швейцарія      | Відбір до ЧС 2010  | -    |          |
| 01/04/2009 | Женева         | Швейцарія      | 2 – 0     | Молдова        | Відбір до ЧС 2010  | -    |          |
| 12/08/2009 | Базель         | Швейцарія      | 0 – 0     | Італія         | товариський матч   | -    |          |
| 10/10/2009 | Люксембург     | Люксембург     | 0 – 3     | Швейцарія      | Відбір до ЧС 2010  | 2    |          |
| 14/10/2009 | Базель         | Швейцарія      | 0 – 0     | Ізраїль        | Відбір до ЧС 2010  | -    |          |
| 14/11/2009 | Женева         | Швейцарія      | 0 – 1     | Норвегія       | товариський матч   | -    |          |
| 01/06/2010 | Сьйон          | Швейцарія      | 0 – 1     | Коста-Рика     | товариський матч   | -    |          |
| 05/06/2010 | Женева         | Швейцарія      | 1 – 1     | Італія         | товариський матч   | -    |          |
| 16/06/2010 | Дурбан         | Іспанія        | 0 – 1     | Швейцарія      | ЧС 2010 - 1-й етап | -    |          |
| 04/06/2011 | Лондон         | Англія         | 2 – 2     | Швейцарія      | Відбір до ЧЄ 2012  | -    |          |
| 10/08/2011 | Вадуц          | Ліхтенштейн    | 1 – 2     | Швейцарія      | товариський матч   | -    |          |
| 06/09/2011 | Базель         | Швейцарія      | 3 – 1     | Болгарія       | Відбір до ЧЄ 2012  | -    |          |
| 29/02/2012 | Берн           | Швейцарія      | 1 – 3     | Аргентина      | товариський матч   | -    |          |
| 26/05/2012 | Базель         | Швейцарія      | 5 – 3     | Німеччина      | товариський матч   | -    |          |
| 30/05/2012 | Люцерн         | Швейцарія      | 0 – 1     | Румунія        | товариський матч   | -    |          |
| 23/03/2013 | Нікосія        | Кіпр           | 0 – 0     | Швейцарія      | Відбір до ЧС 2014  | -    |          |
| 14/08/2013 | Базель         | Швейцарія      | 1 – 0     | Бразилія       | товариський матч   | -    |          |
| 10/09/2013 | Осло           | Норвегія       | 0 – 2     | Швейцарія      | Відбір до ЧС 2014  | -    |          |
| 15/10/2013 | Берн           | Швейцарія      | 1 – 0     | Словенія       | Відбір до ЧС 2014  | -    |          |
| 15/11/2013 | Сеул           | Південна Корея | 2 – 1     | Швейцарія      | товариський матч   | -    |          |
| 30/05/2014 | Люцерн         | Швейцарія      | 1 – 0     | Ямайка         | товариський матч   | -    |          |
| 20/06/2014 | Салвадор       | Швейцарія      | 2 – 5     | Франція        | ЧС 2014 - 1-й етап | -    |          |
| 09/10/2014 | Марибор        | Словенія       | 1 – 0     | Швейцарія      | Відбір до ЧЄ 2016  | -    |          |
| Усього     |                | Матчів         | 55        |                | Голів              | 5    |          |

## Статистика виступів

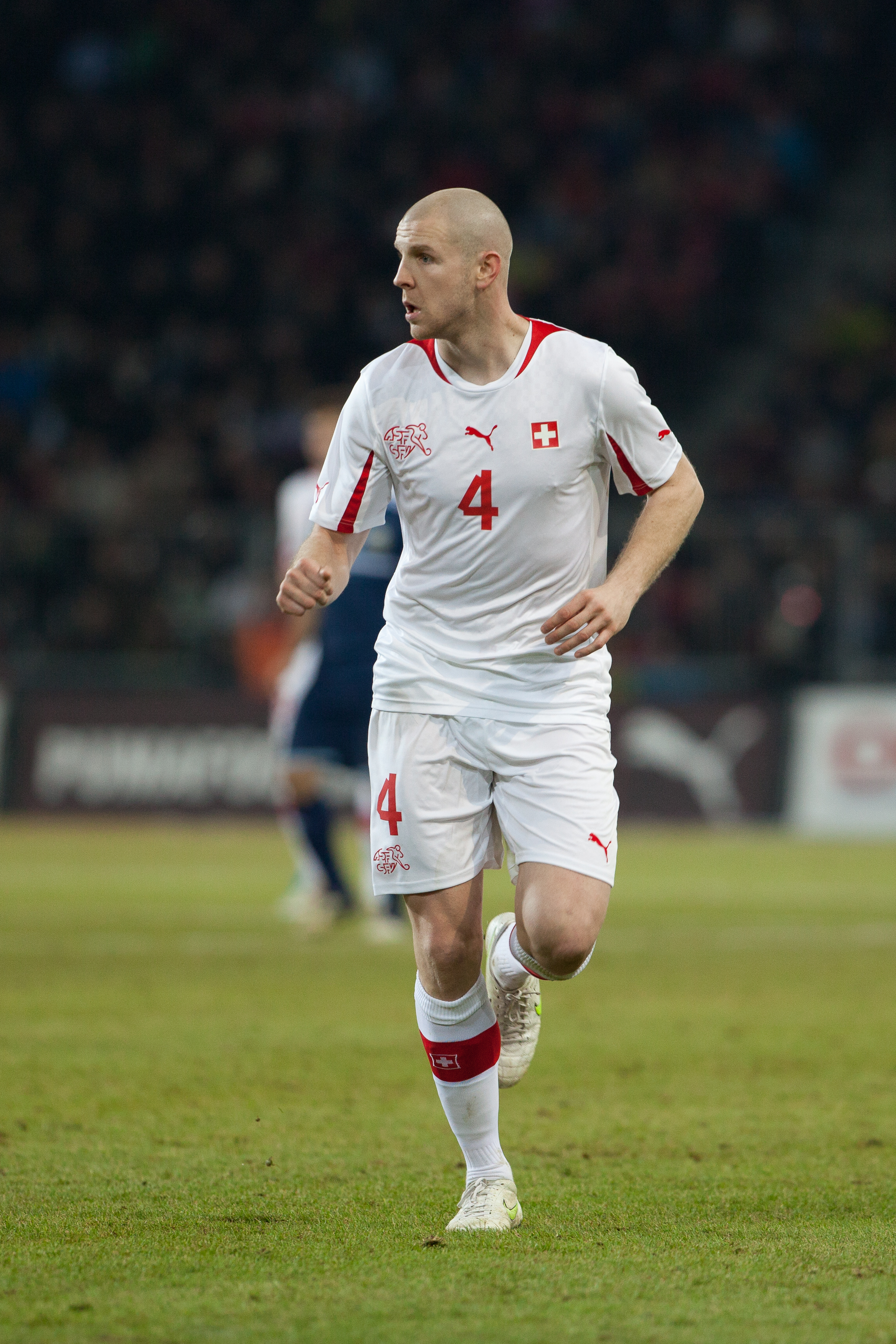
Філіп Сендерос 2012 року в формі збірної Швейцарії

## Титули і досягнення
- Володар Суперкубка Англії з футболу (1):

«Арсенал»: 2004
- Володар Кубка Англії (1):

«Арсенал»: 2004-05
- Чемпіон Європи (U-17): 2002